# Neohydatothrips opuntiae
Neohydatothrips opuntiae är en insektsart som först beskrevs av Ian A. Hood 1936.  Neohydatothrips opuntiae ingår i släktet Neohydatothrips och familjen smaltripsar. Inga underarter finns listade i Catalogue of Life.